# Günter Tollmann

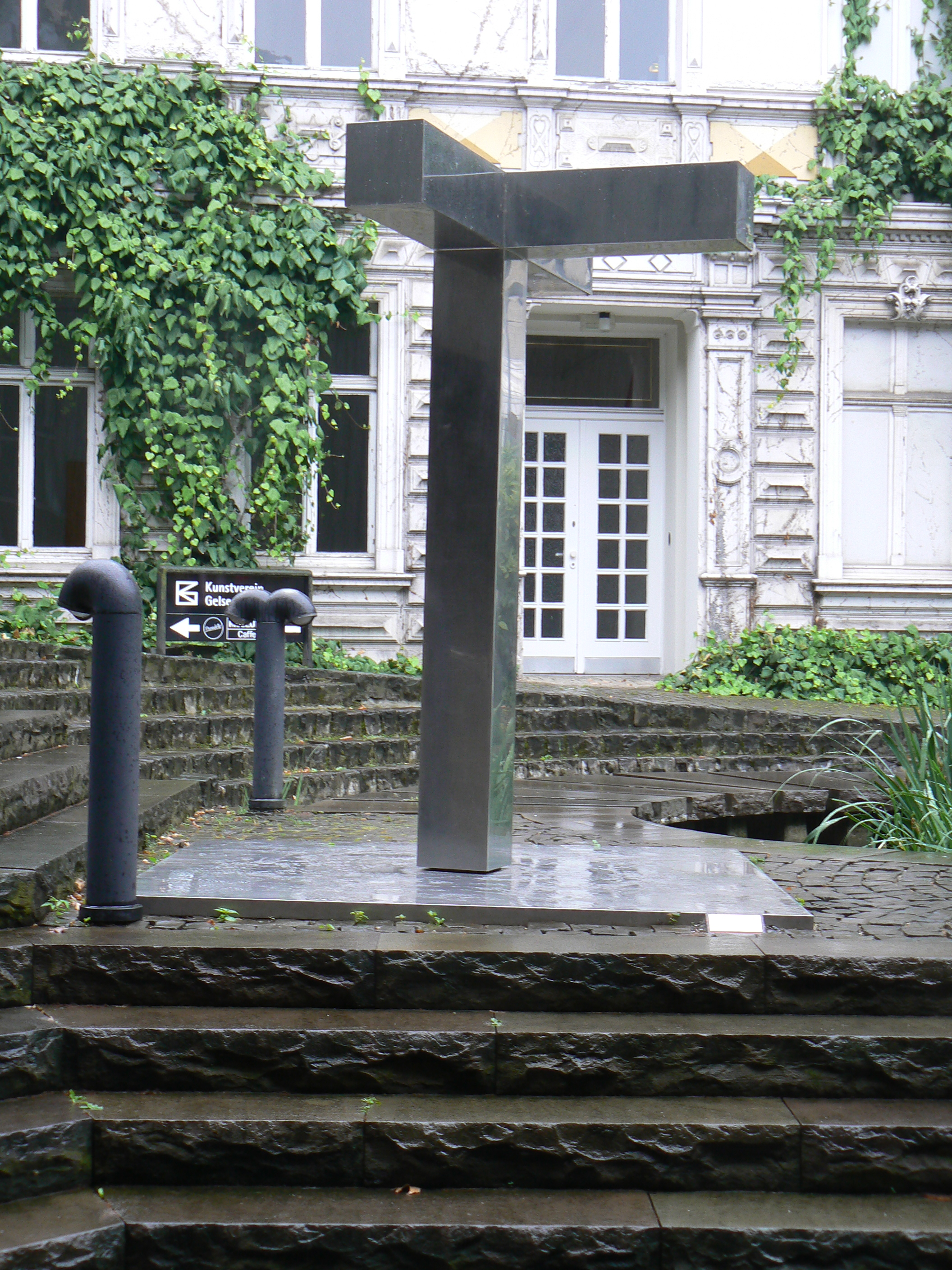
Kunstmuseum Gelsenkirchen, Gelsenkirchen-Buer

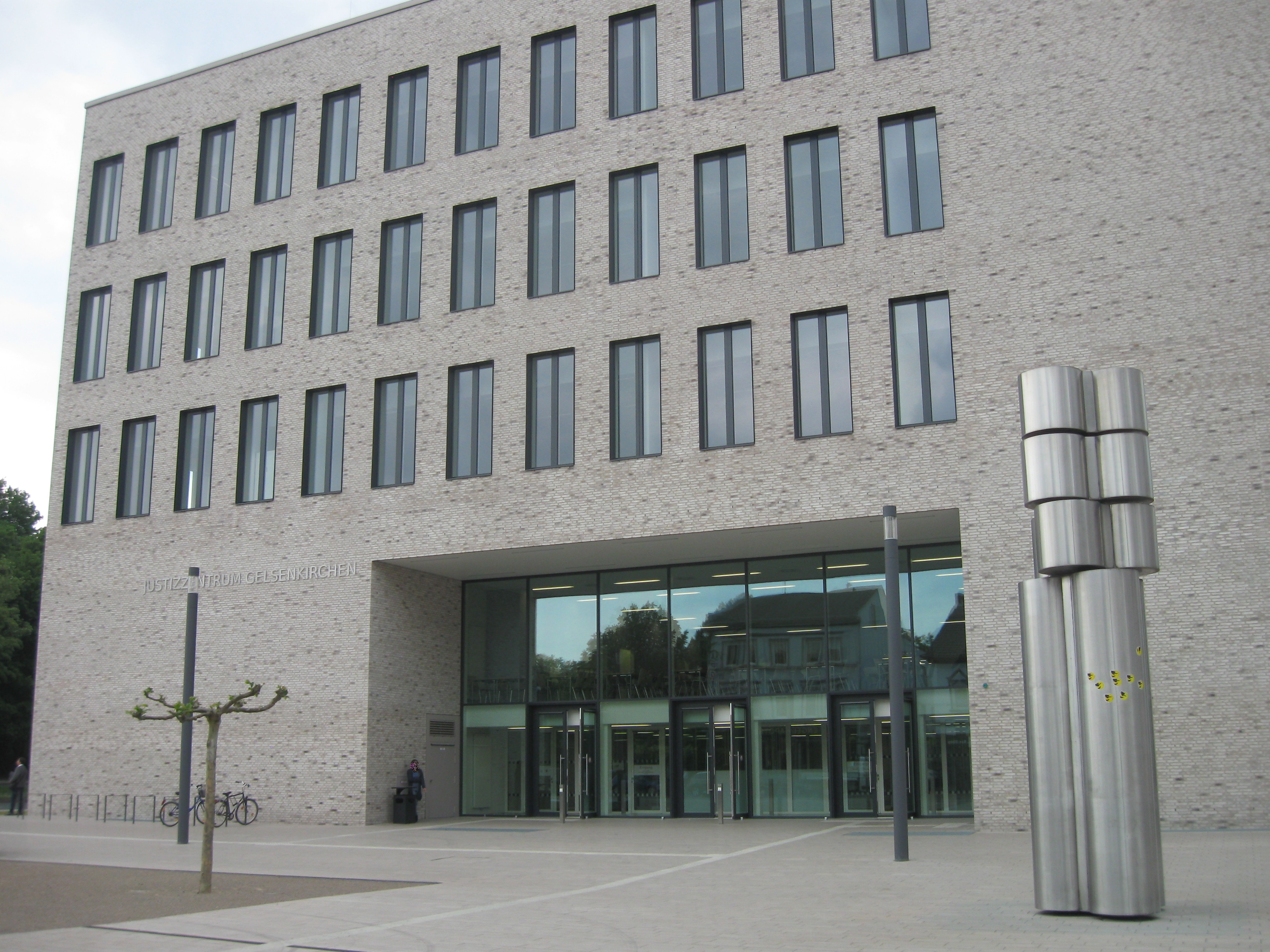
Kinetische Kunst von Günter Tollmann: „Mobile Plastik ohne Titel“ (1973) am neuen Standort vor dem Gelsenkirchener Justizzentrum (2016)

Günter Tollmann (* 1. Februar 1926 in Gelsenkirchen, Nordrhein-Westfalen; † 22. August 1990 in Hannover, Niedersachsen) war ein deutscher Maler, Bildhauer und Objektkünstler.

## Leben und Werk
Im Zweiten Weltkrieg war der 17-jährige Tollmann als Soldat in Frankreich und war dort bis zu seiner Entlassung im Jahr 1948 in Kriegsgefangenschaft. In der Gefangenschaft entwickelte er eine Verbindung zu Frankreich und er verbrachte bis zu seinem Tod jedes Jahr längere Zeit in diesem Land. Seine Malerei war beeinflusst vom Stil des deutschen Expressionismus und der französischen Nouvelle École de Paris.
Tollmann absolvierte eine Ausbildung zum Schriftenmaler, die er mit gutem Erfolg abschloss. Nach seiner Rückkehr aus Frankreich begann er 1948 einen Zeichenkurs an der Volkshochschule in Gelsenkirchen. Von 1956 bis 1959 studierte er Malerei bei Ferdinand Macketanz an der Staatlichen Kunstakademie Düsseldorf. Anschließend arbeitete er als Maler und schuf Collagen. Seine erste Ausstellung erfolgte im Kunstkabinett des Café Funke in Gelsenkirchen und er galt sogleich als Neuentdeckung. Mit dem Bau des neuen Theaters in Gelsenkirchen war er mit den Künstlern Yves Klein und Jean Tinguely befasst, mit denen ihn eine langjährige Freundschaft verband. Dadurch hatte er eine Verbindung zu neuen Kunstformen. Während der 1960er Jahre versuchte er mit seiner Frau, die er 1950 geheiratet hatte, moderne und heutige Kunst zu verbreiten und seine Ausstellungsräume wurden ein Treffpunkt für zeitgemäße Kunst. 1967 schuf er das erste Objekt der Kinetischen Kunst und von 1968 an erfolgten erste Aufträge für Kinetische Skulpturen im öffentlichen Raum. Mit diesen Objekten, die auf Zylinderformen basierten, gelang ihm der internationale Durchbruch. 1969 gehörte Tollmann mit anderen Künstlern wie Friedrich Gräsel, Rolf Glasmeier, Ferdinand Spindel und Kuno Gonschior zu den Mitbegründern der Künstlergruppe B1. Tollmann verlegte in diesem Jahr sein Atelier direkt ins Kunstmuseum Gelsenkirchen, um seine Arbeiten transparent für die Besucher zu machen und kleinere Auftragsarbeiten sofort ausführen zu können.
Günter Tollman war Mitglied im Westdeutschen Künstlerbund und Dozent an der Hochschule für Künste Bremen in Bremen. Als ordentliches Mitglied des Deutschen Künstlerbundes beteiligte er sich zwischen 1969 und 1990 insgesamt siebzehnmal an den großen DKB-Jahresausstellungen. Er ist der Vater des Künstlers Markus Tollmann.

## Auszeichnungen
- 1965: Kunstpreis der Stadt Gelsenkirchen für Malerei
- 1969: Kunstpreis der Stadt Gelsenkirchen für Bildhauerei
- 1974: Prix de Jeune Sculpture in Paris
- 1989: Kulturpreis des Landkreises Diepholz
- Kunstpreis des Landes Niedersachsen (Stipendium)

## Werke (Auswahl)
- Aufstellung in Gelsenkirchen
  - Welle Skulptur (1969), Hagemannschule in Gelsenkirchen
  - Kinetisches Objekt (1969), Kunstmuseum Gelsenkirchen in Gelsenkirchen-Buer
  - Mobile Plastik (1973), bis Januar 2016 vor dem Amtsgericht Gelsenkirchen-Buer in Gelsenkirchen-Buer, heute am Justizzentrum in der Neustadt
  - Block 8 (1972), seit 2002 im Park von Schloss Horst in Gelsenkirchen aufgestellt (langjährige Leihgabe), vorher beim Deutschen Künstlerbund in Stuttgart
  - Günter Tollmann – Retrospektive (1926-1990) (2011), Kunstmuseum Gelsenkirchen

- Aufstellung an weiteren Orten
  - Bewegliche Brunnenplastik, Stadtzentrum Herne
  - Bewegungsplastik (1970), Max-Planck-Institut in Göttingen
  - Bewegliche Plastik PA II (1971), Skulpturenpark am Lehmbruck-Museum in Duisburg
  - Bewegliche Plastik (1976), Städtische Musikschule, Ostenallee/Nordring in Hamm
  - Mobile P.A.I (1974/1996), Place du Général Leclerc in Mont-de-Marsan, Frankreich
  - Bewegliche Skulptur (1990 aufgestellt), Polizeigebäude in Coesfeld
  - Bewegliches Winkelelement (1991 aufgestellt) in Hannover
  - Windskulptur in Bergkamen
  - Skulptur vor dem Ministerium für Kultur in Paris

## Fotogalerie

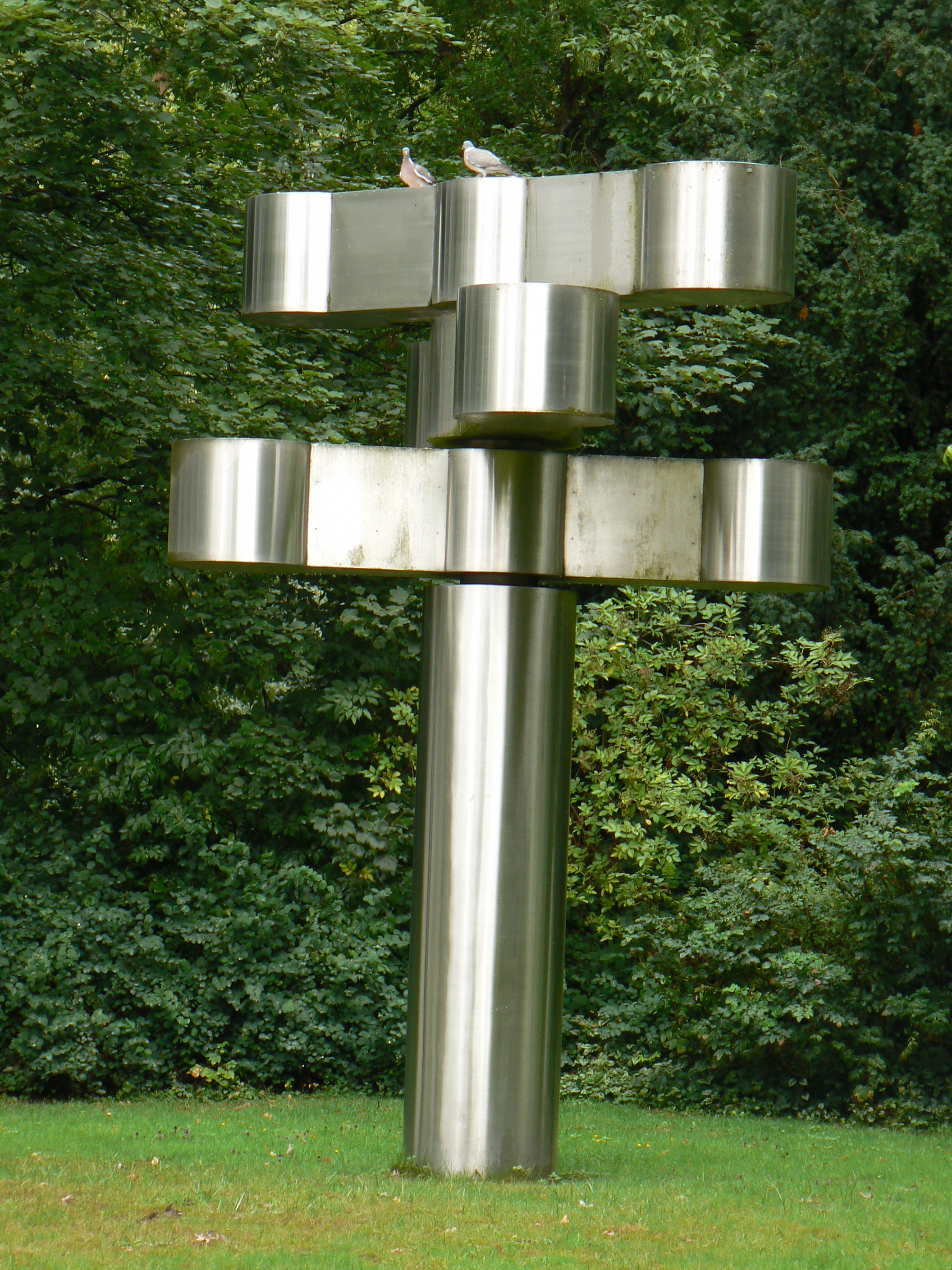
Bewegliche Skulptur in Coesfeld
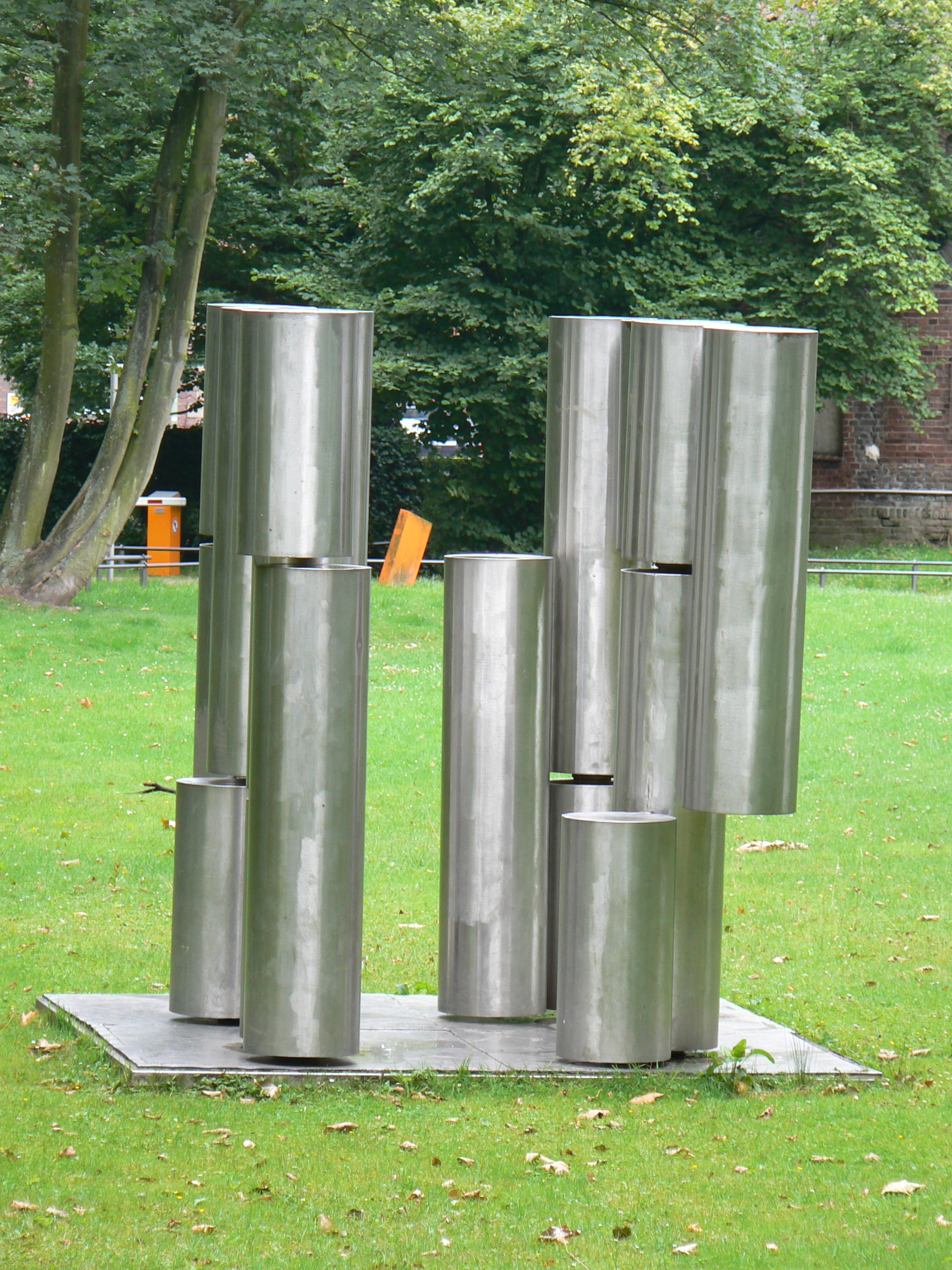
Block 8 am Schloss Horst
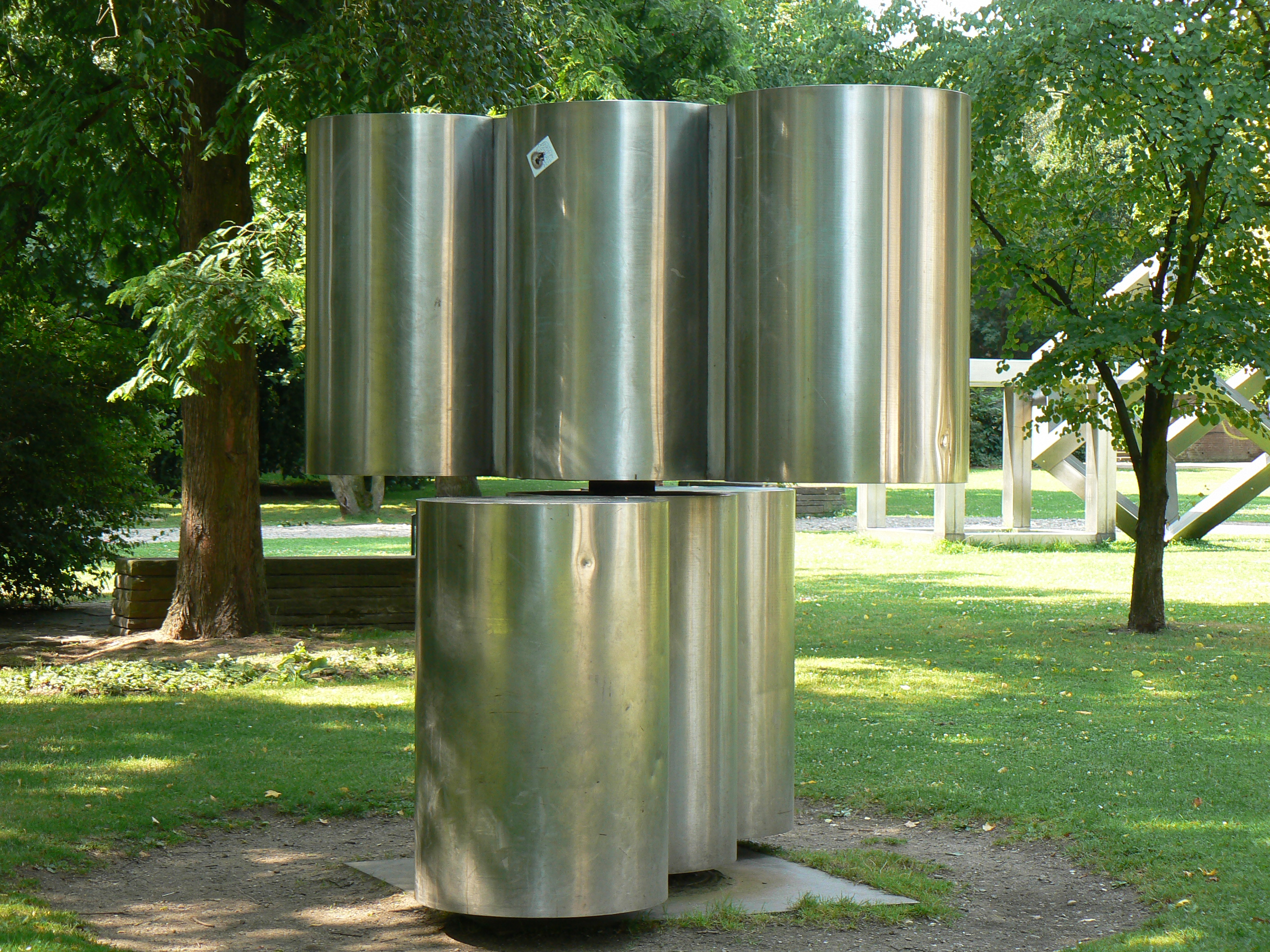
Lehmbruck-Museum in Duisburg

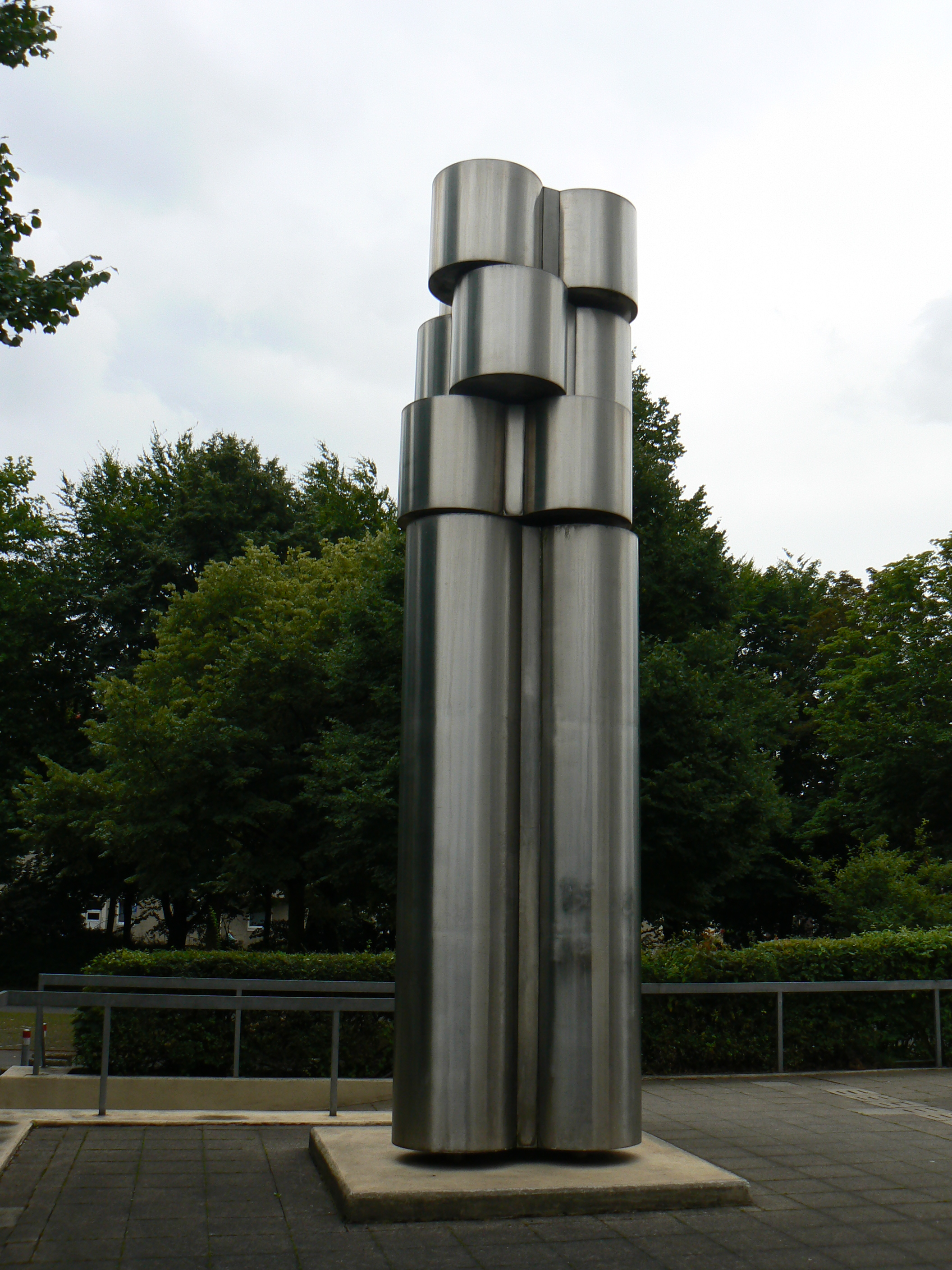
Mobile Plastik (1973) am alten Standort in Gelsenkirchen-Buer (bis 2015)
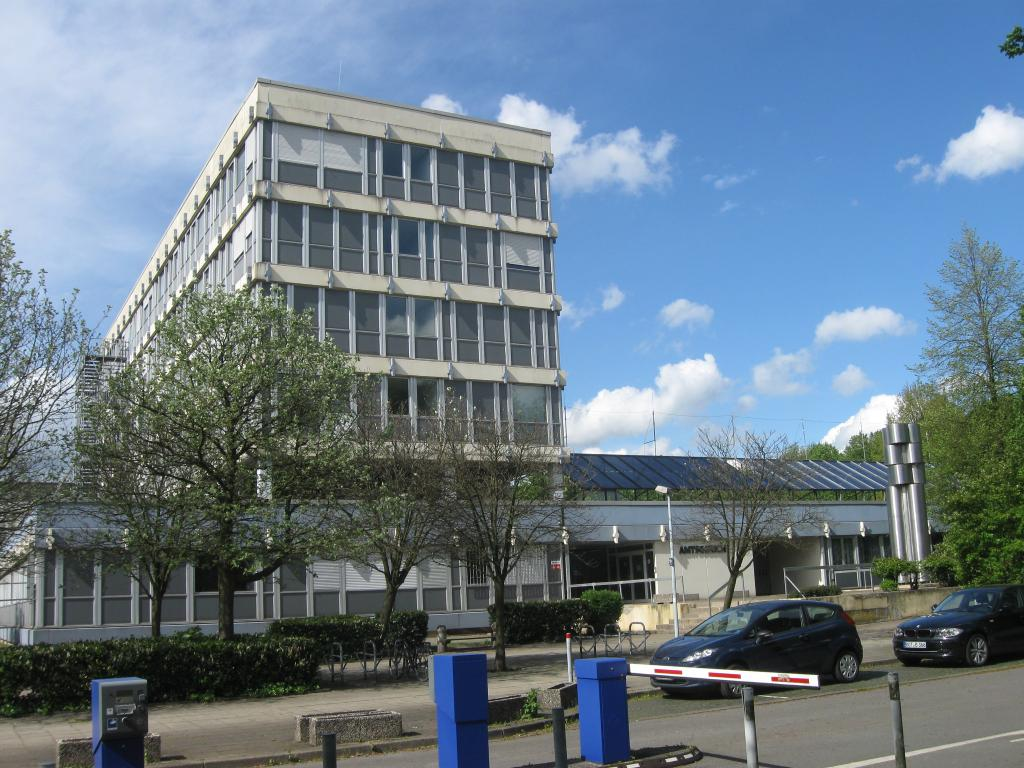
Mobile Plastik am alten Standort (2015)
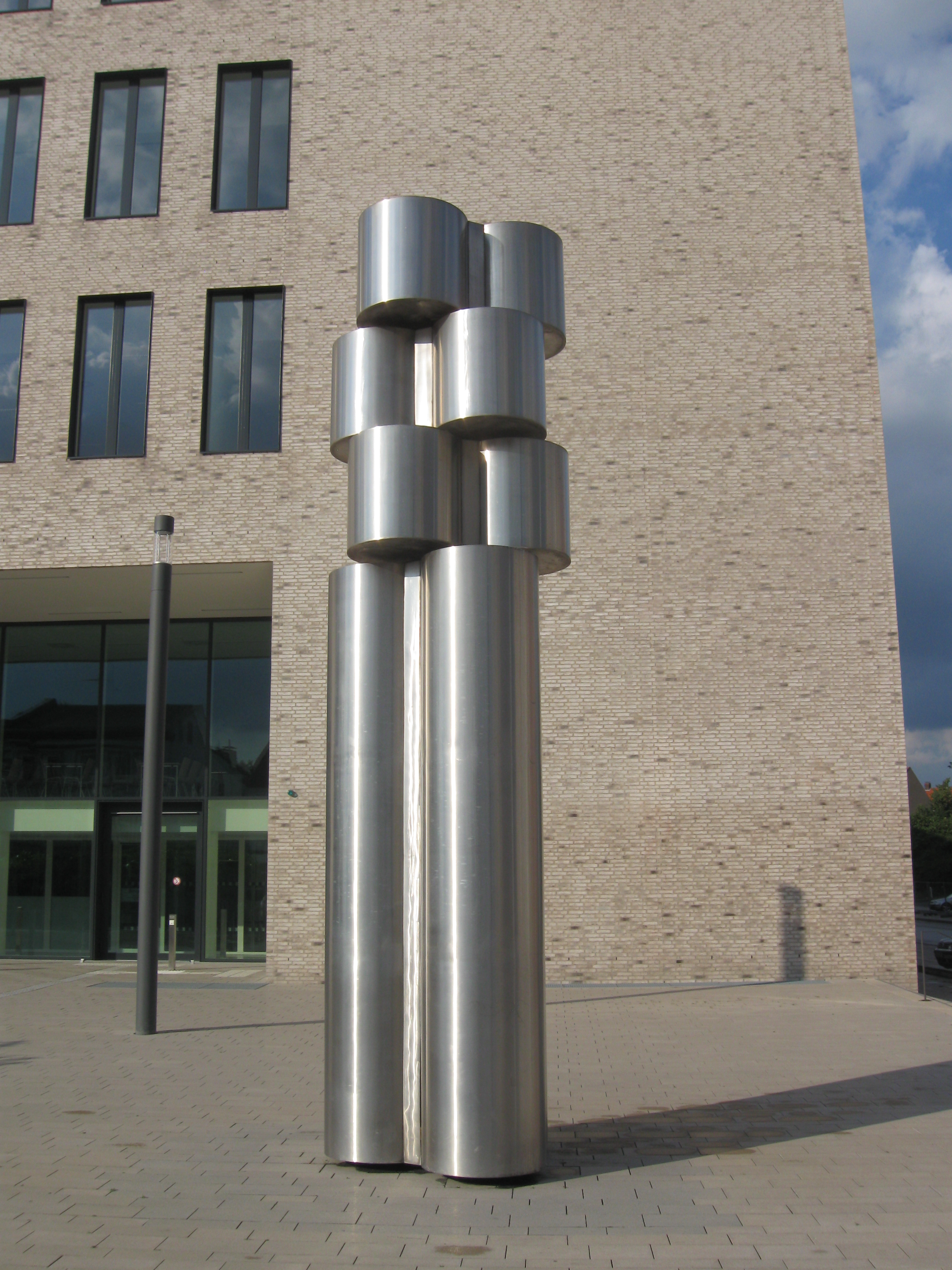
Mobile Plastik am neuen Standort (2016)
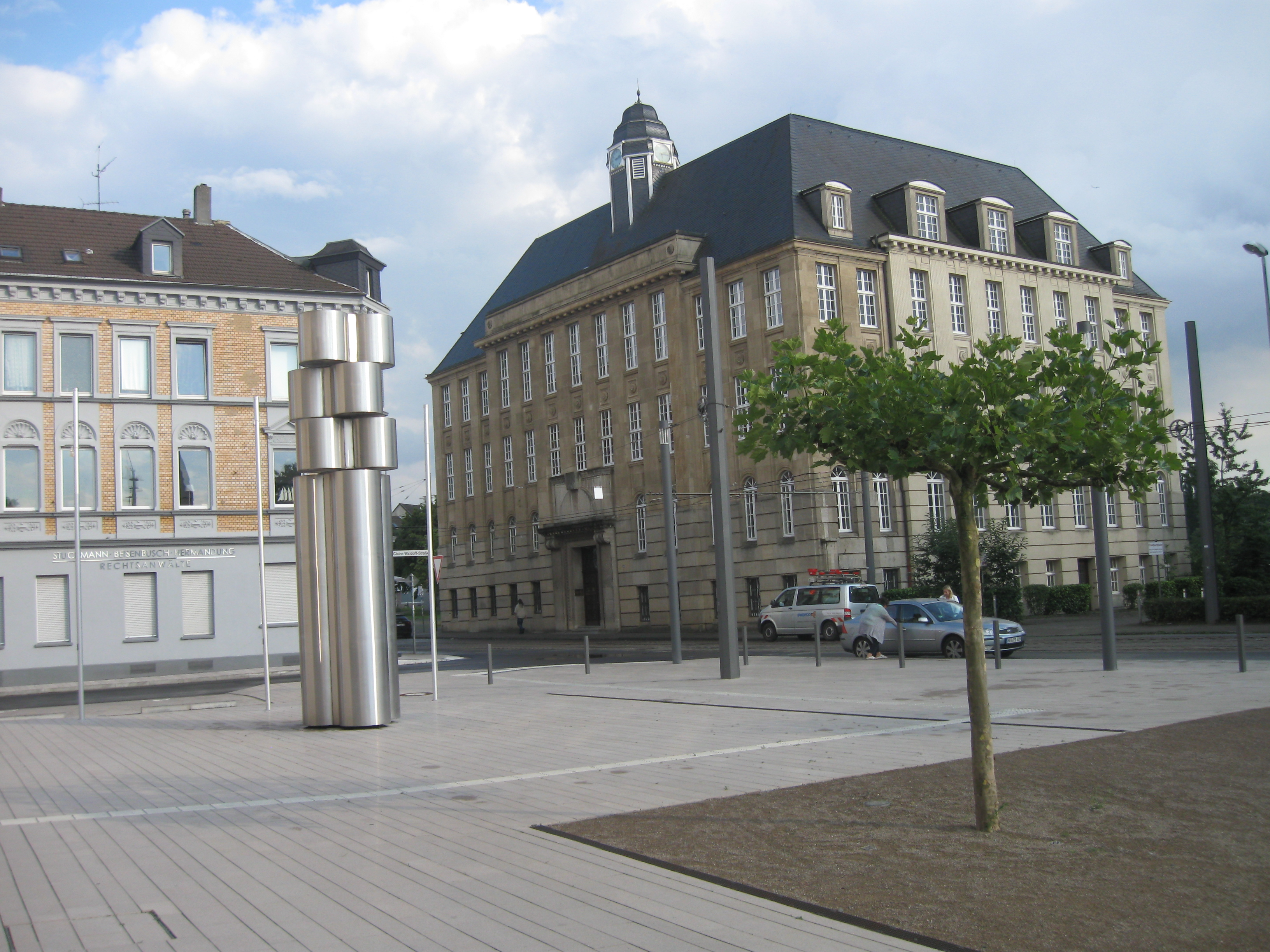
Mobile Plastik am neuen Standort (2016)